# Doraemon: Nobita to fushigi kazetsukai
Doraemon e os Deuses do Vento (ドラえもん のび太とふしぎ風使い, Doraemon: Nobita to fushigi kazetsukai) é um filme japonês de anime de 2003. O filme foi lançado dia 8 de março de 2003 nos cinemas japoneses. É o vigésimo quarto filme baseado na franquia Doraemon criada por Fujiko Fujio.

## Enredo
Um dia, Nobita vai de encontro a uma bola de vento animalesca, que veio de uma terra muito distante, mas foi soprada para o seu bairro devido a um recente tufão que atravessou a área. Nobita dá-lhe o nome de Fuuko. Eventualmente, ele, Doraemon e os seus amigos levam-na para um vasto campo através da porta mágica. Lá, eles aprendem acerca das aldeias do Vento e da Tempestade, e da verdadeira identidade de Fuuko. Mais tarde, Nobita e os seus amigos têm que proteger Fuuko da aldeia da Tempestade e de um agora possuído Nobuo, que está a ser controlado pelo espírito do antigo líder da aldeia da Tempestade.

## Elenco

### Dublagem Japonesa
- Doraemon - Nobuyo Ōyama (大山のぶ代)
- Nobita Nobi - Noriko Ohara (小原乃梨子)
- Shizuka Minamoto - Michiko Nomura (野村道子)
- Suneo Honekawa - Kaneta Kimotsuki (肝付兼太)
- Gian - Kazuya Tatekabe (たてかべ和也)

### Dobragem Portuguesa
- Doraemon - Paula Seabra
- Nobita - Alexandra Silva
- Shizuka - Barbara Lourenço
- Suneu - Bruno Ferreira
- Gigante - Quimbé
- Estúdio de dobragem: Cantinho da Música
- Distribuidora: LUK Internacional

## Distribuição
O filme foi exibido pela primeira vez nos cinemas japoneses dia 8 de março de 2003.
Este filme chegou em Portugal através de DVD distribuído pela LUK Internacional com dobragem portuguesa